# Convenio sobre la Diversidad Biológica
El Convenio sobre Diversidad Biológica (CDB) entró en vigor el 29 de diciembre de 1993 y tiene como objetivos: «la conservación de la biodiversidad, el uso sostenible de sus componentes y la participación justa y equitativa de los beneficios resultantes de la utilización de los recursos genéticos».
El Convenio es el primer acuerdo global para abordar todos los aspectos de la diversidad biológica: recursos genéticos, especies y ecosistemas, y el primero en reconocer que la conservación de la diversidad biológica es «una preocupación común de la humanidad», y una parte integral del proceso de desarrollo. Para alcanzar sus objetivos, el Convenio —de conformidad con el espíritu de la Declaración de Río sobre el Medio Ambiente y el Desarrollo— promueve constantemente la asociación entre países. Sus disposiciones sobre la cooperación científica y tecnológica, acceso a los recursos genéticos y la transferencia de tecnologías ambientalmente sanas, son la base de esta asociación.
El 2010 fue el Año Internacional de la Diversidad Biológica. El 22 de diciembre de 2010, las Naciones Unidas declararon el período de 2011 hasta 2020 como la Década global de la Diversidad Biológica. Así siguieron una recomendación por los países firmantes del CDB durante COP10 en Nagoya, Japón en octubre del año 2010.

## Estados Partes
Ciento noventa y cinco estados y la Unión Europea son partes en el Convenio. Todos los Estados miembros de la ONU, con excepción de los Estados Unidos, han ratificado el tratado. Los estados no miembros de las Naciones Unidas que han ratificado son las Islas Cook, Niue, y el Estado de Palestina. La Santa Sede y los estados con reconocimiento limitado no son partes. Los Estados Unidos han firmado, pero no ratificado el tratado, y hasta el momento, no ha anunciado planes para ratificarlo.

## Secretaría Ejecutiva del Convenio
La Secretaría del Convenio sobre la Diversidad Biológica, con sede en Montreal (Canadá), se estableció con el fin de prestar apoyo para alcanzar los objetivos del Convenio. Opera bajo el Programa de las Naciones Unidas para el Medio Ambiente (PNUMA), organización internacional competente para desempeñar las siguientes funciones secretariales:
- Organizar las reuniones de la Conferencia de las Partes y prestar los servicios necesarios,
- Desempeñar las funciones que se le asignen en los protocolos,
- Preparar informes acerca de las actividades que desarrolle en desempeño de sus funciones, para presentarlos a la COP,
- Asegurar la coordinación necesaria con otros órganos internacionales pertinentes y
- Concertar los arreglos administrativos y contractuales que puedan ser necesarios para el desempeño eficaz de sus funciones.

## Conferencia de las Partes (COP)
La Conferencia de Partes (COP) es el máximo órgano del Convenio, el cual reúne a los representantes de todos los países que lo han ratificado (Partes). La COP dirige, supervisa y decide sobre el proceso de implementación y futuro desarrollo del Convenio, mediante el análisis y discusión de los temas de la agenda y con la asesoría proporcionada por el Órgano subsidiario de asesoramiento científico, técnico y tecnológico.
Por tanto, debe mirarse con mucho cuidado a las mismas para no cometer errores por delegados oficiales a las Conferencias de las Partes y así no creer que las decisiones allí adoptadas representen obligaciones para los Estados Partes de la convención.
Dieciséis sesiones ordinarias y una extraordinaria (1999), son las que se han celebrado hasta ahora:
| Cumbre | Año  | Ciudad              | País Sede     |
| ------ | ---- | ------------------- | ------------- |
| COP1   | 1994 | Nasáu               | Bahamas       |
| COP2   | 1995 | Yakarta             | Indonesia     |
| COP3   | 1996 | Buenos Aires        | Argentina     |
| COP4   | 1998 | Bratislava          | Eslovaquia    |
| ExCOP1 | 1999 | Cartagena de Indias | Colombia      |
| COP5   | 2000 | Nairobi             | Kenia         |
| COP6   | 2002 | La Haya             | Países Bajos  |
| COP7   | 2004 | Kuala Lumpur        | Malasia       |
| COP8   | 2006 | Curitiba            | Brasil        |
| COP9   | 2008 | Bonn                | Alemania      |
| COP10  | 2010 | Nagoya              | Japón         |
| COP11  | 2012 | Hyderabad           | India         |
| COP12  | 2014 | Pyeongchang         | Corea del Sur |
| COP13  | 2016 | Cancún              | México        |
| COP14  | 2018 | Sharm el-Sheij      | Egipto        |
| COP15  | 2021 | Kunming             | China         |
| COP15  | 2022 | Montreal            | Canadá        |
| COP16  | 2024 | Cali                | Colombia      |

## Órgano Subsidiario de Asesoramiento Científico, Técnico y Tecnológico (OSACTT)
El Órgano Subsidiario de Asesoramiento Científico, Técnico y Tecnológico (OSACTT) es un comité integrado por los representantes de los gobiernos miembros, que son competentes en campos relevantes del conocimiento. Desempeña un papel clave en la formulación de recomendaciones a la Conferencia de las Partes sobre cuestiones científicas y técnicas. Sus funciones comprenden:
- Proporcionar evaluaciones sobre el estado de la diversidad biológica,
- Proporcionar evaluaciones de los tipos de medidas adoptadas de conformidad con las disposiciones del Convenio y
- Responder a las preguntas que le planteen la Conferencia de las Partes y sus órganos subsidiarios.

## Acuerdos del Convenio

### Protocolo de Cartagena
El Protocolo de Cartagena sobre Seguridad de la Biotecnología del Convenio sobre Diversidad Biológica es un acuerdo internacional que busca asegurar la manipulación, el transporte y el uso seguros de los organismos vivos modificados (OVM), que resultan de la aplicación de la tecnología moderna que puede tener efectos adversos en la diversidad biológica, considerando al mismo tiempo los posibles riesgos para la salud humana. Fue adoptado por la Conferencia de las Partes, el 29 de enero de 2000 y entró en vigencia el 11 de septiembre de 2003.

### Protocolo de Nagoya
El Protocolo de Nagoya sobre acceso a los recursos genéticos y participación justa y equitativa en los beneficios derivados de su utilización al Convenio sobre la Diversidad Biológica, es un acuerdo internacional cuyo objetivo es compartir los beneficios derivados de la utilización de los recursos genéticos en forma justa y equitativa, teniendo en cuenta todos los derechos sobre dichos recursos y tecnologías, para contribuir con la conservación de la diversidad biológica y la utilización sostenible de sus componentes. Fue adoptado por la Conferencia de las Partes en su décima reunión, el 29 de octubre de 2010, en Nagoya, Japón y entró en vigor a nivel internacional el 12 de octubre de 2014.

## Estrategia Global para la Conservación Vegetal
En su 19 reunión, la Conferencia de Partes (COP) adoptó la actualización consolidada de la Estrategia Global para la Conservación Vegetal, que aborda los retos que plantean las amenazas a la biodiversidad.